# Alte Mühle (Fürstenberg)

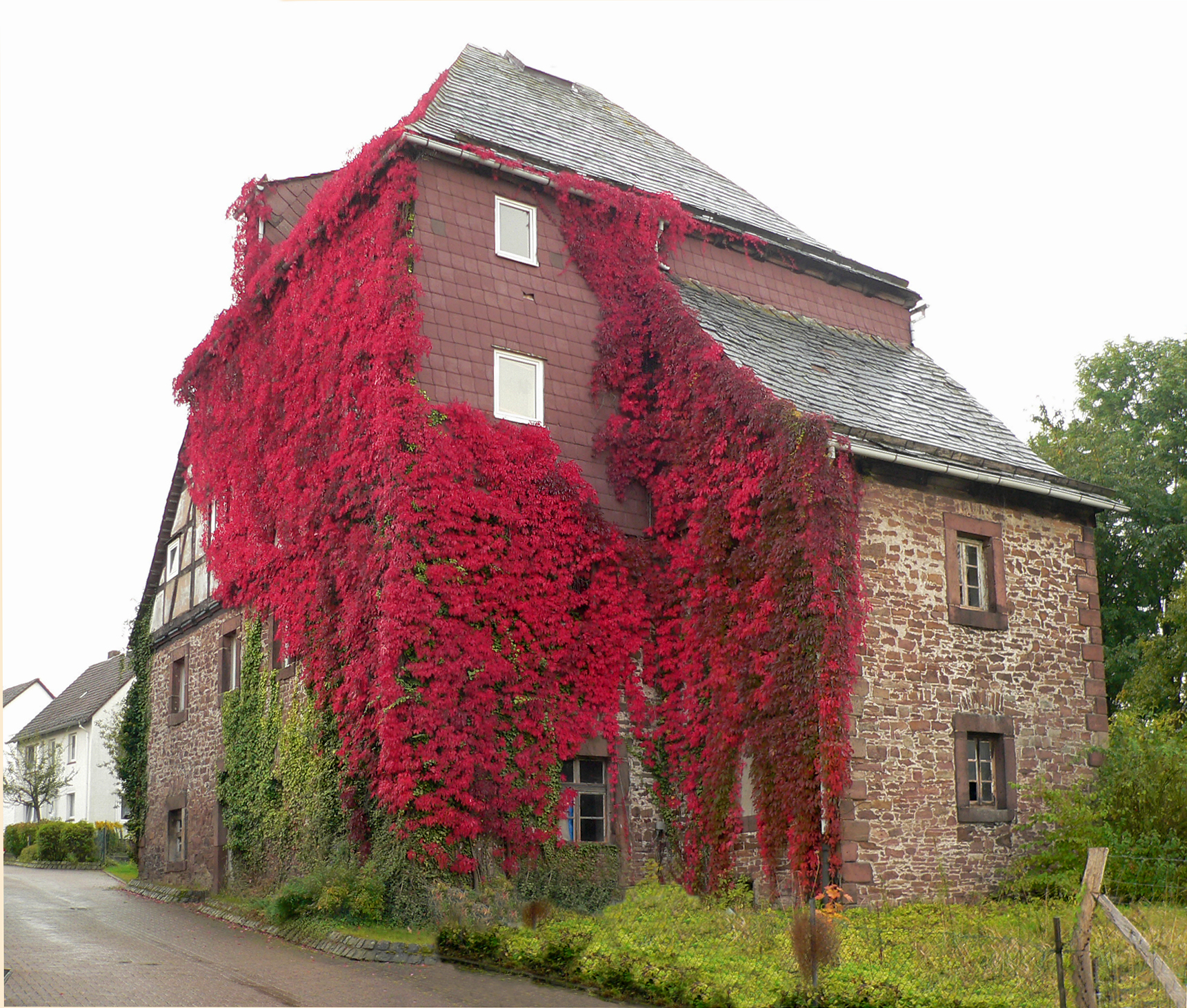
Alte Mühle, 2017

Die Alte Mühle ist ein denkmalgeschütztes Gebäude in Fürstenberg/Weser in Niedersachsen, das ab 1744 als Windmühle errichtet und ab 1747 zu einem Laboratorium der Porzellanmanufaktur Fürstenberg umfunktioniert wurde. Das Bauwerk stammt aus der Frühzeit der Manufaktur, als man mit der Technologie der Porzellanherstellung noch experimentierte, bevor die Produktion im Schloss Fürstenberg begann. Die Alte Mühle zählt zu den ältesten erhaltenen Betriebsanlagen einer Porzellanmanufaktur in Europa.

## Beschreibung

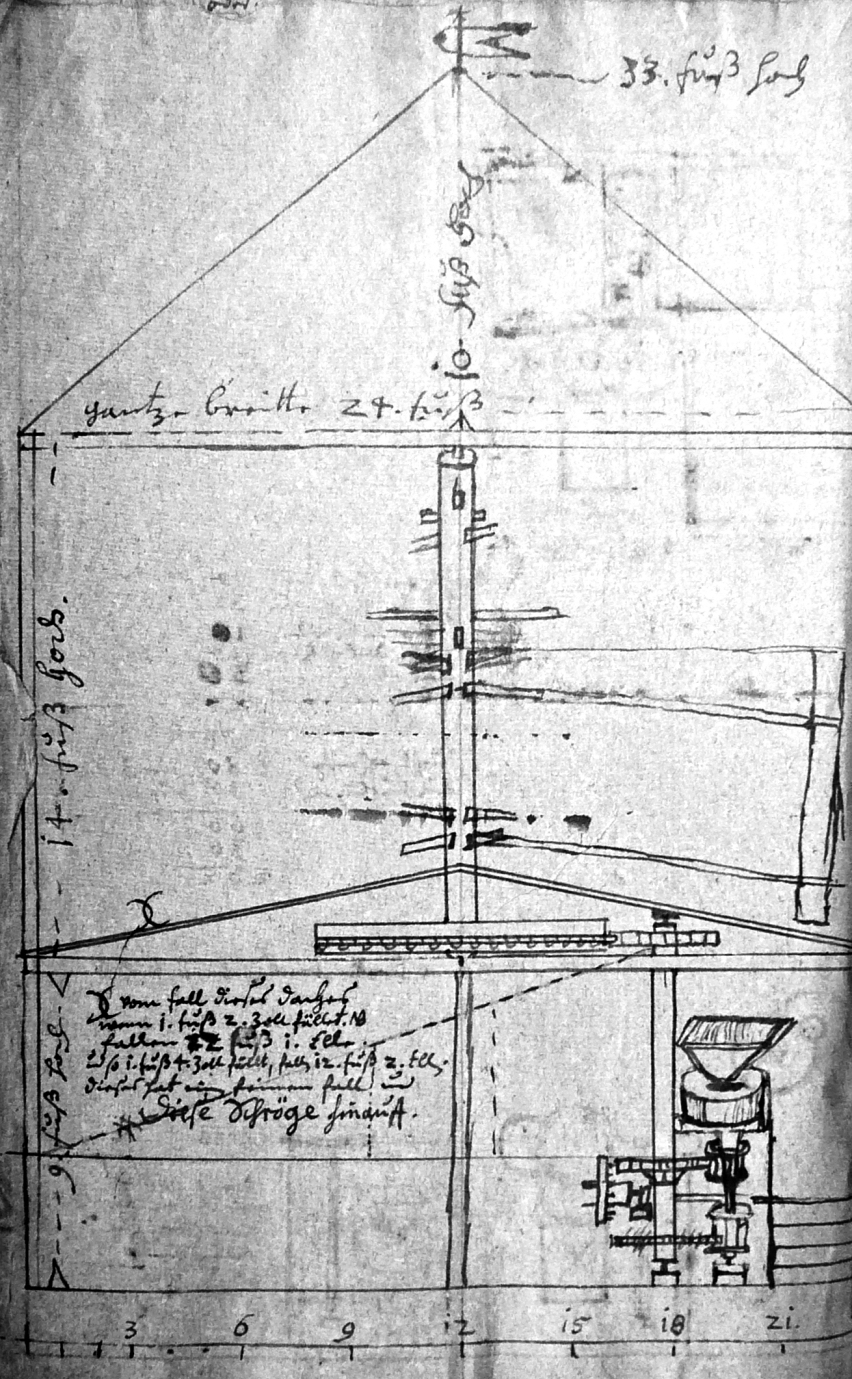
Entwurfsskizze des Windmühlengebäudes mit Inventar durch Johann Bessler, 1743

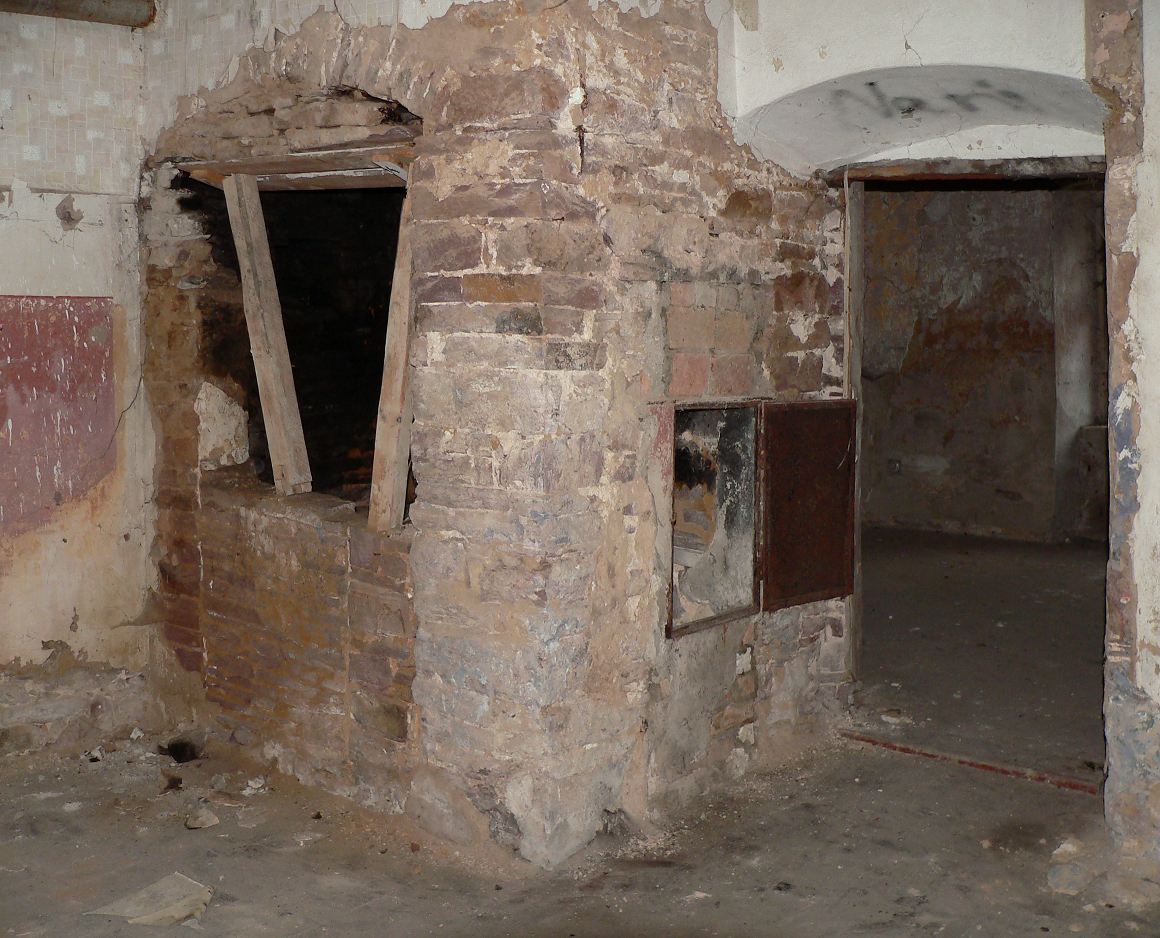
Zentraler Kaminschacht im Gebäude, vermutlich auch für Brennöfen

Die Alte Mühle liegt auf einem Nachbargrundstück des Alten Brennhauses rund 500 Meter entfernt vom Schloss Fürstenberg. Das ursprünglich zweistöckige Steingebäude mit den Ausmaßen 20 × 11 Meter wurde ab 1744 vom Erfinder Johann Bessler als Windmühle erbaut, wovon die Jahreszahl 1744 in einem Fenstersturz zeugt. Die Mühle sollte mit einem horizontal drehenden Flügelrad die in Fürstenberg häufig herrschenden Aufwinde nutzen. Der Bau der Mühle erfolgte im Auftrag des Braunschweiger Hofrates Heinrich Bernhard Schrader von Schliestedt, da es im Amt Fürstenberg aufgrund von Wassermangel keine Mühle gab, die das gesamte Jahr über kontinuierlich mahlen konnte. Nachdem Bessler 1745 in Fürstenberg verstorben war, blieb das Bauwerk als Windmühle unvollendet. Einigen Quellen zufolge soll er durch einen Sturz aus dem Windmühlenneubau zu Tode gekommen sein. Nachdem der Hofjägermeister Johann Georg von Langen am 11. Januar 1747 im Auftrag von Herzog Karl I. von Braunschweig-Wolfenbüttel die Porzellanmanufaktur Fürstenberg gegründet hatte, erfolgte eine Umnutzung des Bauwerks. Es erhielt einen zweistöckigen Fachwerkaufsatz und im Inneren entstand ein Laboratorium mit Trocken- und Brennöfen für die Porzellanmanufaktur. Zu den Umbauarbeiten ist ein Rechnungsbuch mit folgendem Titel überliefert:
Bau-Rechnung über Das zu Fürstenberg, aus der angefangenen Wind-Mühle,Neü erbautes vier Etagen hohes und zu Porcelain Fabric destinirtes Steinernes Gebäude, nebst einem Brenn-Hauße, und verschiedene Brenn- Glasur- und ander Öfen, auch theils Inventarien-Stücke.
Die Nutzung als Laboratorium hielt bis etwa 1755 an. Im Gebäude nahm anfangs der technische Leiter der Porzellanfertigung Johann Christoph Glaser, ein selbsternannter Arkanist, seine Wohnung. Bis in die 1980er Jahre diente die Alte Mühle als Werkwohnung für die Beschäftigten der Porzellanmanufaktur.

## Verfall
Im Jahr 2006 erwarb die Gemeinde Fürstenberg die Alte Mühle, die auf einem Erbpachtgrundstück der Stiftung Braunschweigischer Kulturbesitz steht, und plante eine touristische Erschließung. 2014 wurde bekannt, dass die Gemeinde einen Käufer für das Gebäude sucht. Das Niedersächsische Landesamt für Denkmalpflege ist planungs- und baubegleitend durch Fachleute aus der Industriedenkmalpflege und der Archäologie für das Objekt tätig.

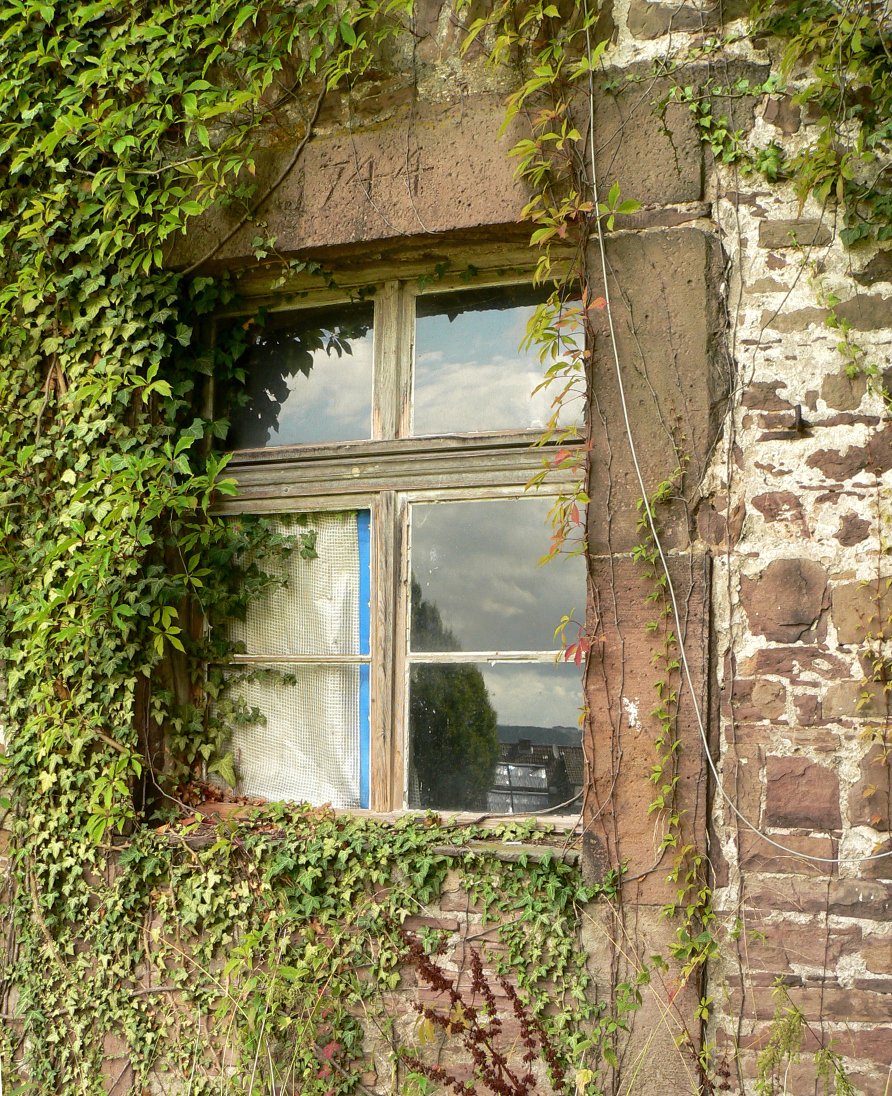
Verwuchertes Fenster (2017) mit der Jahreszahl 1744 als Baudatum

2014 stufte der Niedersächsische Heimatbund in seiner Roten Mappe die Alte Mühle als gefährdet ein und fragte die Niedersächsische Landesregierung, wie das Bauwerk als wichtiges Technikdenkmal erhalten werden kann. Die Landesregierung antwortete in der Weissen Mappe, dass der schlechte Zustand des Gebäudes mit erheblichem Instandsetzungsstau bekannt sei. Die landesgeschichtliche Bedeutung als Ursprung der Porzellanmanufaktur Fürstenberg könne deswegen nicht vermittelt werden. Es dränge sich aber eine denkmalgerechte Sanierung geradezu auf, um die Alte Mühle für Besucher zu erschließen. Eine finanzielle Förderung könne erst erfolgen, wenn ein Konzept für eine langfristige Nutzung vorliegt.
In seiner Roten Mappe von 2021 sah der Niedersächsische Heimatbund das Gebäude weiterhin als gefährdet an und forderte von der Landesregierung eine wissenschaftliche Bauforschung zu initiieren und ein tragfähiges Entwicklungs- und Nutzungskonzept zu entwickeln.

## Bedeutung
Aus denkmalpflegerischer Sicht stellt die Alte Mühle ein technikgeschichtliches Kulturdenkmal von überregionaler Bedeutung dar. Im Inneren haben sich Teile des Laboratoriums und kleine Versuchsöfen bis heute erhalten. Das Bauwerk bildet mit dem benachbarten Alten Brennhaus ein Denkmalensemble, dessen Elemente im engen Kontext stehen. Zudem handelt es sich gemeinsam mit den Werkwohnungen in der Von Langen-Reihe um die ersten Betriebsanlagen der Porzellanmanufaktur Fürstenberg. Der Niedersächsische Heimatbund hält diese ersten Betriebsanlagen für Denkmale von internationalem Rang, da sie die ältesten erhaltenen Betriebsanlagen einer Porzellanmanufaktur in Europa sind.
Die reichliche archivalische Überlieferung durch Aktenbestand zu den frühen Anlagen der Porzellanproduktion in Fürstenberg bietet günstige Bedingungen zur weiteren Erforschung der Alten Mühle.